# Kanton Verny
Verny is een voormalig kanton van het Franse departement Moselle. Het kanton maakte deel uit van het arrondissement Metz-Campagne totdat dit op 1 januari 2015 fuseerde tot het huidige arrondissement Metz. De kanton is op 22 maart 2015 opgeheven en de gemeenten werden verdeeld over naar op die dag opgerichte kantons: Coteaux de Moselle en Le Pays Messin in het arrondissement Metz, het kanton Faulquemont, dat daarvoor enkel in het arrondissement Boulay-Moselle lag, en het kanton Le Saulnois, dat verder het hele arrondissement Château-Salins omvatte. In 2016 fuseerde dit arrondissement met het arrondissement Sarrebourg maar de gemeenten die tot het kanton Verny behoorden vallen nog altijd onder het arrondissement Metz.

## Gemeenten
Het kanton Verny omvatte de volgende gemeenten:
- Buchy
- Cheminot
- Chérisey
- Chesny
- Coin-lès-Cuvry
- Coin-sur-Seille
- Cuvry
- Féy
- Fleury
- Foville
- Goin
- Jury
- Liéhon
- Lorry-Mardigny
- Louvigny
- Marieulles
- Marly
- Mécleuves
- Moncheux
- Orny
- Pagny-lès-Goin
- Peltre
- Pommérieux
- Pontoy
- Pouilly
- Pournoy-la-Chétive
- Pournoy-la-Grasse
- Sailly-Achâtel
- Saint-Jure
- Secourt
- Sillegny
- Silly-en-Saulnois
- Solgne
- Verny (hoofdplaats)
- Vigny
- Vulmont